# جاني هابيج
جاني هابيج (بالإنجليزية: Jannie Habig)‏ هو سائق راليات جنوب أفريقي. بدأ مسيرته في سنة 1994. كان أول رالي له هو رالي ويلز 1994. تنافس في بطولة العالم للراليات.